# Атлетіку Паранаенсі
«Атлетіку Паранаенсі» (порт. Clube Atlético Paranaense) — бразильський футбольний клуб з міста Куритиби, штат Парана, заснований 26 березня 1924 року. Клуб став чемпіоном Бразилії у 2001 році. Клуб є одним з трьох грандів свого штату (разом з «Куритибою» і «Параною»), приєднався до членів Клубу Тринадцяти, організації найпопулярніших і найтитулованіших клубів Бразилії. Згідно з даними двох дослідних інститутів, що опублікували результати своїх досліджень у 2004 і 2006 роках, «Атлетіку Паранаенсі» — найпопулярніший клуб у своєму штаті, трохи випереджаючи за кількістю вболівальників «Куритибу».
У 2006 році тренером клубу був Лотар Маттеус.

## Історія
«Атлетіку Паранаенсі» утворився в результаті злиття двох команд — Internacional-PR і América-PR. Злиття було оголошено 21 березня 1924 і офіційно оформлено п'ять днів по тому, 26 березня, коли клуб змінив назву і форму, а також був створений новий склад Ради директорів. Стадіоном новоствореного клубу став стадіон Internacional-PR.
Перший матч клуб зіграв 6 квітня, і перший матч в офіційному змаганні був зіграний 20 квітня, коли «Атлетіку» переміг конкурентів «Корітібу» 2-0. Постійна участь в чемпіонатах, і наявність хорошої команди завершилися здобуттям першого титулу чемпіона штату у 1925 році, зміцнивши позиції клубу як одного з основних клубів штату. У 1934 році «Атлетіку Паранаенсі» придбала землю, на якій зараз знаходиться Арена да Байшада.
У 1949 році клуб виграв свій дев'ятий чемпіонат штату, який дав їм прізвисько Furacão (в перекладі ураган), що був даний клубу і його кампанії в турнірі. З тих пір, Furacão став прізвиськом клубу.
У 1995 році після поразки «Корітібі» з рахунком 5-1, нова рада директорів взяла на себе контроль над клубом, і розпочала стратегічний проєкт під назвою «Тотальний Атлетіку».
У 2001 році «Атлетіку Паранаенсі» виграв свою першу Серію A, а в 2004 зайняв друге місце, коли їхній нападник Вашингтон забив рекордні 34 голи в чемпіонаті.
«Атлетіку» взяв участь у трьох Кубках Лібертадорес, у 2000, 2002 і 2005 роках. У 2000 році клуб програв у другому турі, а у 2005 році «Атлетіку» досяг фіналу, де зазнав поразки від «Сан-Паулу».

## Досягнення
- Чемпіон Бразилії: 1

2001
- Володар Кубка Бразилії: 1

2019
- Чемпіон Серії B: 1

1995
- Чемпіон штату Парана: 26

1925, 1929, 1930, 1934, 1936, 1940, 1943, 1945, 1949, 1958, 1970, 1982, 1983, 1985, 1988, 1990, 1998, 2000, 2001, 2002, 2005, 2009, 2016, 2018, 2019, 2020
- Фіналіст кубка Лібертадорес: 1

2005
- Переможець Південноамериканського кубка: 2

2018, 2021
- Переможець Кубка банку Суруга: 1

2019

## Відомі гравці
- Фернандінью
- Мішел Бастос
- Марсіу Асеведу
- Марлос